# Christabel Nettey
Christabel Nettey, född 2 juni 1991, är en friidrottare från Kanada. Hon deltog vid olympiska sommarspelen 2016 och olympiska sommarspelen 2020.